# Mr. Freeze (parcs Six Flags)
Pour les articles homonymes, voir Mr. Freeze.
Mr. Freeze: Reverse Blast, initialement appelés Mr. Freeze, sont deux parcours de montagnes russes lancées de type navette situés dans les parcs Six Flags Over Texas à Arlington au Texas et Six Flags St. Louis à Eureka dans le Missouri. Ces deux attractions ont été ouvertes la même année et sont identiques.

## Historique
En juin 2006, toutes les attractions à moteurs linéaires de Premier Rides ont été fermées et inspectées en urgence. Cela inclut les Mr. Freeze de Six Flags St. Louis et de Six Flags Over Texas. Ces inspections ont fait suite à un accident survenu sur l'attraction Batman and Robin: The Chiller de Six Flags Great Adventure. Une roue s'était décrochée au niveau de la partie basse du parcours. Cette anomalie semble être due à un défaut de construction sur toutes les attractions de ce type. Les roues et leurs attaches ont été remplacées et les attractions sont aujourd'hui à nouveau opérationnelles.
Le 22 mars 2012, Six Flags a annoncé que le sens des trains des deux versions de l'attraction sera inversé. Le catapultage se fera donc en arrière. Elles sont renommées Mr. Freeze: Reverse Blast et rouvrent en mai.

## L'attraction

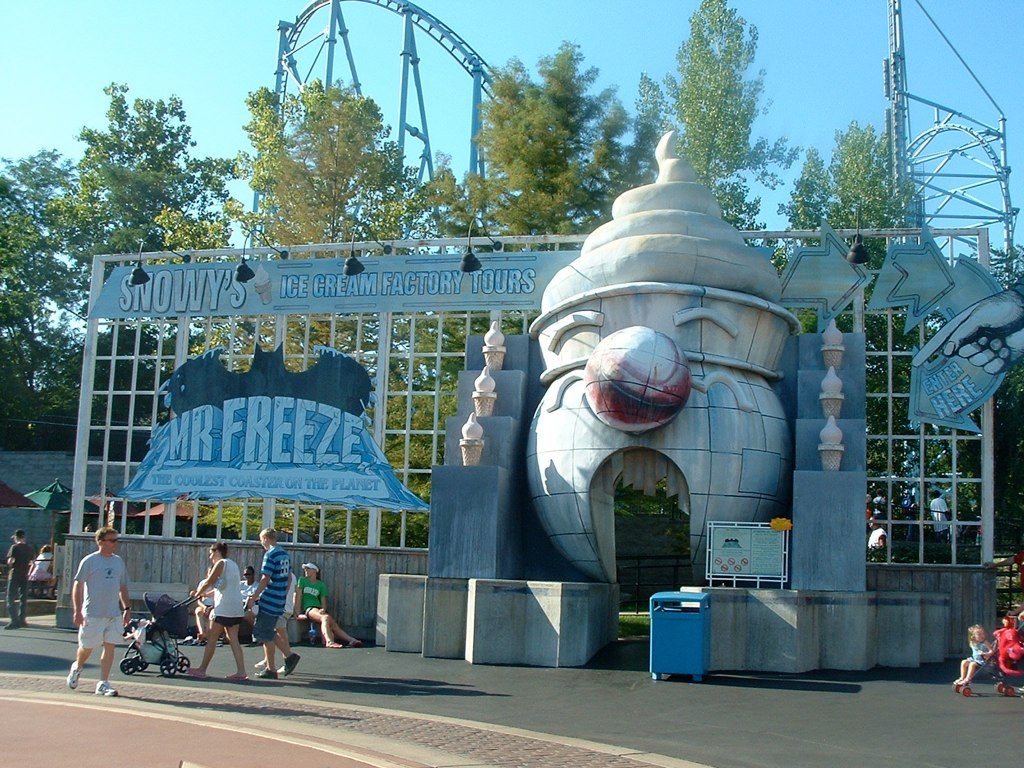
Entrée de l'attraction dans le Missouri.

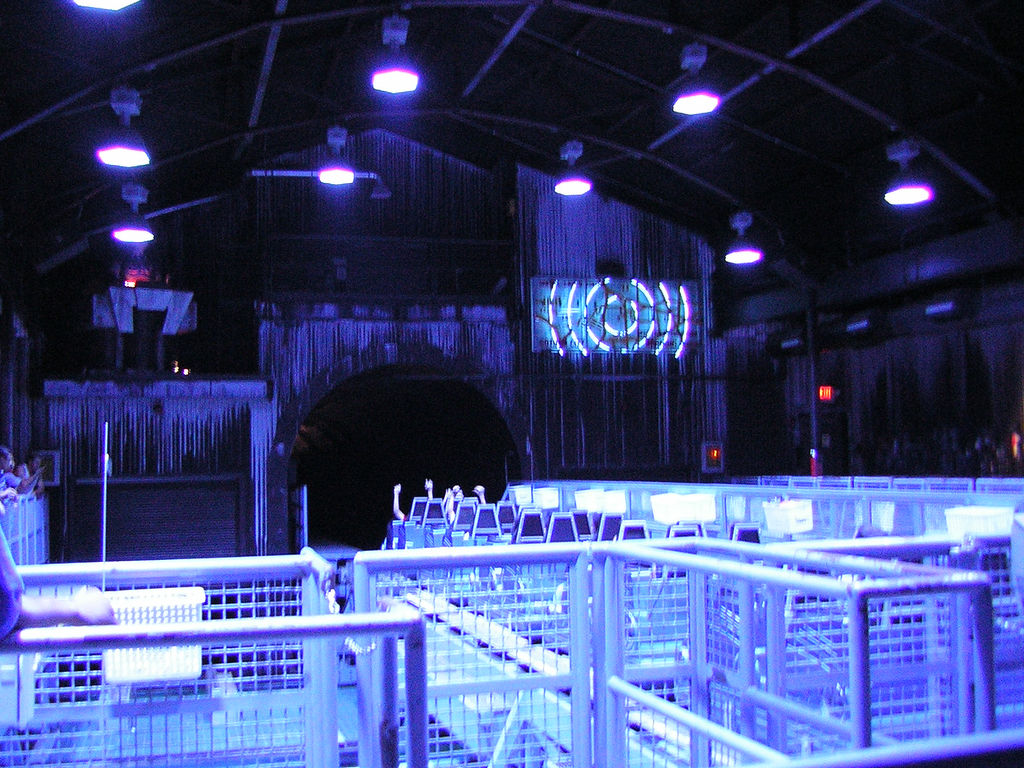
La gare où les trains sont propulsés à plus de 110 km/h

L'attraction débute lorsque la lumière de la gare s'estompe et celle du tunnel s'allume. Le moteur linéaire lance le train en arrière à travers le tunnel de 58 mètres et le train grimpe jusqu'à un inside top hat qui met les passagers sens dessus dessous. Cet élément est suivi par un virage sur le flanc gauche et une pointe verticale. Lorsque le train approche le sommet de la pique, il perd son élan mais est doucement poussé vers le haut par d'autres moteurs linéaires. Le train arrive alors au sommet et stoppe. Il est lâché en marche avant et refait tout le circuit.
Lorsque l'attraction a ouvert, les visiteurs étaient maintenus par des harnais au-dessus des épaules. Ils ont été remplacés durant la saison 2002 par des barres ventrales.
L'attraction permet d'utiliser deux trains alors que la plupart des autres montagnes russes navettes n'en ont qu'un. Elle possède un système de plateforme d'embarquement mobile. Pendant qu'un train est propulsé par les moteurs linéaires, l'autre est en cours d'embarquement / débarquement de l'autre côté de la gare.
L'accélération au départ est de 0 à 112,7 km/h en 3,8 secondes.

## Six Flags Over Texas
La version texane devait ouvrir en 1997, lors de la sortie du film Batman et Robin, alors qu'était inaugurée une section Gotham City dans le parc. Arnold Schwarzenegger et George Clooney devaient être présent lors de l'ouverture de la section et être les premiers visiteurs à utiliser l'attraction, mais un problème avec le système de propulsion retarda l'inauguration jusqu'en 1998. Schwarzenegger ne put venir et George Clooney refusa d'être le seul à se présenter.
Cette version a été repeinte en 2007, c'est la première fois depuis son ouverture en 1998. La couleur d'origine était un bleu clair. L'intérieur reste bleu clair mais les rails extérieurs sont aujourd'hui rouge vif et les supports bleu nuit. Les véhicules n'ont pas été repeints et restent bleu clair avec des barres ventrales orange.

## Coordonnées géographiques
- Texas : 32° 45′ 28″ N, 97° 04′ 03″ O
- Missouri : 38° 30′ 51″ N, 90° 40′ 37″ O